# Klassische Altertumswissenschaft
Als Klassische Altertumswissenschaft oder Klassische Altertumskunde bezeichnet man seit Friedrich August Wolf die wissenschaftliche Beschäftigung mit der griechisch-römischen Antike, also das Studium der Geschichte und Kultur des griechisch-römisch geprägten mediterranen Kulturraums bis etwa 600 n. Chr., für den lange Zeit der Ausdruck „Klassisches Altertum“ gebräuchlich war.
Zu unterscheiden ist diese von der Altertumswissenschaft. Diese (beziehungsweise der Plural Altertumswissenschaften) bezeichnet die Gesamtheit der Disziplinen, die sich dem Studium der vorfeudalen und vorislamischen Gesellschaften des Mittelmeerraumes, des Vorderen Orients und Mitteleuropas widmen. Dies sind außer der klassischen Altertumswissenschaft auch die Ur- und Frühgeschichte, die verschiedenen Zweige der Altorientalistik und die Ägyptologie sowie weitere kleinere Fächer.
Dem Verständnis von Klassischer Altertumswissenschaft folgt auch das Fachlexikon Paulys Realencyclopädie der classischen Altertumswissenschaft (auch: Pauly-Wissowa oder RE), die von 1893 bis 1978 erschienen ist. Diese Enzyklopädie war als komplette Neubearbeitung der von August Friedrich Pauly begründeten Real-Encyclopädie der classischen Alterthumswissenschaft (1837–1864, auch „Ur-Pauly“ genannt) gedacht. 

## Disziplinen
Die Klassische Altertumswissenschaft umfasst folgende Disziplinen:
- Klassische Philologie (Gräzistik und Latinistik)
- Alte Geschichte
- Klassische Archäologie

Als altertumskundliche Spezial- und Hilfswissenschaften gelten:
- Papyrologie
- Paläographie
- Epigraphik
- Numismatik
- Antike Rechtsgeschichte